# IC 5358
IC 5358 ist eine elliptische Galaxie vom Hubble-Typ E6 im Sternbild Sculptor am Südsternhimmel. Sie ist schätzungsweise 387 Millionen Lichtjahre von der Milchstraße entfernt und bildet mit PGC 72437 ein Galaxienpaar.
Das Objekt wurde im Jahre 1896 vom US-amerikanischen Astronomen Lewis Swift entdeckt.